# 学科评估
学科评估（英語：China Discipline Evaluation，缩写：CDE）是中华人民共和国教育部展开的一项科研评价机制，旨在对全国各大高校和科研机构的学科水平进行鉴定、排名和分级，评价主要基于研究生教育的研究成果，而非本科教育的教学质量。

## 历史沿革
由教育部下属正司级单位学位与研究生教育发展中心（简称学位中心）负责，第一轮学科评估于2002年展开，此后评价4年进行一轮。最近公布的是2017年第四轮学科评估结果。2022年12月，第五轮学科评估完成，但未向社会公开，只发往参评院校，并且要求不得宣传，设有解禁年限。

## 评估指标
学科评估参考四大指标，分别是“学术队伍”、“科学研究”和“人才培养”三项客观指标和“学术声誉”一项主观指标，每项指标下辖若干二级指标。对参评学科分为六类，分别是“人文社科”、“理学”、“工学”、“农学”、“医学”和“管理学”，对每类学科的具体评估指标略有不同。

## 社会争议
历次学科评估结果发布后对各大高校专业招生产生很大影响，有批评意见指要求淡化学科排名，而2022年第五轮学科评估结果对外界保密，阻断了参评单位之间互较评估结果和公开作出学科排名的可能。